# Olimpia Basket Matera 2011-2012
L'Olimpia Basket Matera, sponsorizzata Bawer, ha preso parte al campionato di Divisione Nazionale A FIP 2011-2012.
La squadra si è classificata al 6º ed ultimo posto nel girone di Divisione Sud-Ovest della Conference Centro-Sud; ha poi disputato i play-out, perdendo al primo turno contro la Cestistica San Severo con il punteggio totale di 2-1, e raggiungendo la salvezza al secondo turno dopo aver battuto per 2-0 il Ruvo di Puglia Basket.

## Roster
|    | Naz.                 | Ruolo | Sportivo              | Anno | Alt. |  |        |
| -- | -------------------- | ----- | --------------------- | ---- | ---- |  | ------ |
| 5  | Argentina (bandiera) | P     | Sebastián Vico        | 1986 | 192  |  |        |
| 7  | Italia (bandiera)    | PG    | Michele Castoro       | 1989 | 190  |  |        |
| 9  | Italia (bandiera)    | A     | Andrea Pilotti        | 1980 | 196  |  |        |
| 11 | Italia (bandiera)    | C     | Raffaele Martone      | 1990 | 205  |  |        |
| 12 | Italia (bandiera)    | G     | Gianni Cantagalli     | 1988 | 194  |  |        |
| 13 | Italia (bandiera)    | GA    | Andrea La Gioia       | 1986 | 193  |  |        |
| 14 | Italia (bandiera)    | P     | Pierluigi Aprea       | 1991 | 191  |  |        |
| 15 | Italia (bandiera)    | AC    | Francesco Centrone    | 1992 | 202  |  |        |
| 17 | Italia (bandiera)    | AC    | Luca Tardito          | 1989 | 200  |  |        |
| 19 | Italia (bandiera)    | AC    | Cristiano Grappasonni | 1972 | 204  |  | (cap.) |

- Allenatore: Francesco Ponticiello